# Liste der Skulpturen und Objekte von Joseph Beuys
Der deutsche Künstler Joseph Beuys (1921–1986) hat von 1951 bis 1985 eine große Zahl von Skulpturen und Objekten hergestellt.

## Liste der Skulpturen und Objekte (Auswahl)
- 1945–1951: Torso, Gips, Eisen, Gaze, Blei, Ölfarbe auf Bildhauermodellierfuß
- 1951–1952: Pietà, Eisenguss-Relief, Kunstausstellung Eisen und Stahl des Verbands der Eisenhüttenwerke in Düsseldorf, Düsseldorf 1952[1]
- 1952: Brunnen, Edelstahl, 50 m Gummischlauch, Kaiser-Wilhelm-Museum, Krefeld
- 1947–1952: Bienenkönigin 1, Buchsbaumholz, Wachs, gebrannter Ton; Lenbachhaus München
- 1952: Bienenkönigin 2, Buchsbaumholz, Wachs; Block Beuys, Hessisches Landesmuseum Darmstadt
- 1952: Bienenkönigin 3, Buchsbaumholz, Wachs; Block Beuys, Hessisches Landesmuseum Darmstadt
- 1953: Verbrannte Tür, Schnabel und Hasenohren, Museum Moderner Kunst, Wien
- 1954–1958: Grauballemann, Kupfer, Eisen, Asphalt; Block Beuys, Hessisches Landesmuseum Darmstadt
- 1954–1959: Sybilla, Bronze; Block Beuys, Hessisches Landesmuseum Darmstadt
- 1957: gummierte Kiste, Kiefernholz, Gummi, Teer; Block Beuys, Hessisches Landesmuseum Darmstadt
- 1960: unbetitelt (Badewanne), Email, Heftpflaster, Klebeband, Mull, Fett, Kupferdraht; Lenbachhaus München
- 1960: Halbiertes Filzkreuz mit Staubbild ‚Marta‘, Filz, Papier, Ölfarbe, Zehennägel, gerahmtes Staub- und Schriftbild, in Zinkblechkasten; Museum Ludwig, Köln
- 1961: Die Hörner, Hörner eines afrikanischen Nashorns, Kunststoffschläuche, rostrot bemalt; Privatsammlung
- 1961: Szene aus der Hirschjagd, Schrank mit verschiedenen Gegenständen, bemalten und gefalteten Zeitungen; Block Beuys, Hessisches Landesmuseum Darmstadt
- 1962: stummes Grammophon, Wachs, Kissen, Wurst, Schallplatte; Block Beuys, Hessisches Landesmuseum Darmstadt
- 1962–1963: Kreuzigung, Holz, Nagel, Elektrokabel, Faden, Nadel, Schnur, zwei Plastikflaschen, Zeitungspapier, Ölfarbe, Gips; Staatsgalerie Stuttgart
- 1962–1967: Hasengrab, verschiedene Objekte auf Holzunterlage; Privatsammlung, München
- 1963: Der Unbesiegbare, Sperrholzplatte, Knetmasse, Bleisoldat; Block Beuys, Hessisches Landesmuseum Darmstadt
- 1964: Das Schweigen von Marcel Duchamp wird überbewertet, Papier, Ölfarbe, Tinte, Filz, Schokolade, Photographie; Stiftung Museum Schloß Moyland, Sammlung van der Grinten
- 1964: Stuhl mit Fett, Holzstuhl, Fett, Wachs, Metalldraht; Block Beuys, Hessisches Landesmuseum Darmstadt
- 1965: mein und meiner Lieben verlassener Schlaf, Holzregal mit Filzlagen; Block Beuys, Hessisches Landesmuseum Darmstadt
- 1965: Schneefall, Holz, Filz; Block Beuys, Hessisches Landesmuseum Darmstadt
- 1966: Infiltration Homogen für Konzertflügel, Piano, Filz; Centre Georges Pompidou, Paris
- 1969: PLASTISCHER FUSS - ELASTISCHER FUSS; Staatsgalerie Stuttgart
- 1970:  Rückenstütze eines feingliederigen Menschen (Hasentypus) aus dem 20. Jahrhundert p. Chr. Eisenguss; Block Beuys, Hessisches Landesmuseum Darmstadt
- 1976: Sekretärstasche, braune, rückseitig kartonierte, unverschlossene Versandtasche mit mehrseitigem Manuskript in blauer Tinte auf weißem Papier; Scottish National Gallery, Edinburgh
- 1977: Unschlitt/Tallow, Talg; Hamburger Bahnhof, Berlin
- 1981: Das Schwarze Loch, Replik eines Ofenrohrs an der Außenfassade; Kunsthalle Düsseldorf
- 1982: Fettecke, Fett; Kunstakademie Düsseldorf
- 1982: großer aufgesogener Liegender im Jenseits wollend Gestreckter, Holzliegestuhl, Filz; Sammlung Dr. Rainer Speck, Köln.
- 1982: Hasenstein, Basaltsäule mit aufgemalten goldenen Hasenmotiven; Auflage 7. Van Ham, Köln Mai 2016.
- 1983: Thermisch-plastisches Urmeter, Kupferbehälter mit Rohrstück, Eisenrohr; Galerie Bernd Klüser (1988), München
- 1958–1985: Blitzschlag mit Lichtschein auf Hirsch, Museum für Moderne Kunst, Frankfurt am Main
- 1985: Capri-Batterie, Museum für Moderne Kunst, Frankfurt am Main
- 1986: Nasse Wäsche Jungfrau, Limbaholz, Leinen, Kernseife; Kunstsammlung Nordrhein-Westfalen, Düsseldorf.